# Norra Svartbergssjön
Norra Svartbergssjön är en sjö i Åsele kommun i Lappland och ingår i Ångermanälvens huvudavrinningsområde. Sjön har en area på 0,155 kvadratkilometer och ligger 373,1 meter över havet. Sjön avvattnas av vattendraget Åkernäsbäcken.

## Delavrinningsområde
Norra Svartbergssjön ingår i det delavrinningsområde (710275-156184) som SMHI kallar för Mynnar i Hällbymagasinet. Medelhöjden är 382 meter över havet och ytan är 23,58 kvadratkilometer. Det finns inga avrinningsområden uppströms utan avrinningsområdet är högsta punkten. Åkernäsbäcken som avvattnar avrinningsområdet har biflödesordning 2, vilket innebär att vattnet flödar genom totalt 2 vattendrag innan det når havet efter 168 kilometer. Avrinningsområdet består mestadels av skog (79 procent) och sankmarker (13 procent). Avrinningsområdet har 0,5 kvadratkilometer vattenytor vilket ger det en sjöprocent på 2,1 procent.